# 美國陸軍憲兵部隊
美國陸軍憲兵部隊（英語：United States Army Military Police Corps）簡稱，是美國陸軍的憲兵，主要負責軍事紀律、治安維持，美國陸軍憲兵部隊除了執法職責外，還負有戰區責任。這些職責包括徒步巡邏、響應部隊行動、區域損害控制、路線偵察、警戒和搜索行動、關鍵站點安全以及車隊和人員護送。

## 歷史
正式成立於1941年9月26日，但其歷史可以追溯到1776年。

### 18-19世紀
在美國革命時期，喬治·華盛頓即要求設立憲兵參謀官（Provost marshal），以處理紀律問題。1776年1月William Marony就任第一代參謀官。1778年5月20日，國會正式建立了憲兵部隊（Provost Corps），華盛頓將其稱呼為「Marechaussee」(法語：maréchaussée)，除了負責逮捕違紀的士兵，也充做龍騎兵保護了軍隊的側翼、搜巡游擊隊、守衛交通樞紐、運送戰俘。於1783年11月解散。

1863年，成立了憲兵參謀官室（Office of the Provost Marshal General），內戰結束後也跟著解散。

### 20世紀至今
1900年代的美菲戰爭中，成立了菲律賓保安部隊。
第一次世界大戰期間，需要一群受過專門訓練的士兵來處理大量戰俘、控制管區、保護補給品運送。於是1918年9月9日在法國歐坦成立。戰爭結束後，曾擔任美國遠征軍憲兵參謀官的Harry Hill Bandholtz提議建立一個常備憲兵單位。儘管被國會拒絕這項提議，但國會根據1920年《國防法》允許在陸軍部隊中設立憲兵。
1944年，在憲兵參謀官室底下設置一個刑事調查單位。
1946年成立美國駐德保安部隊，負責維護佔領區秩序，並於1952年解編。
1949年，取代戰爭部的國防部正在對陸軍進行重組，並決定廢除憲兵部隊，但是當國會於1950年5月通過《陸軍改組法》（Army Reorganization Act）時得以保存，憲兵部隊仍然是陸軍的一個兵種。

## 裝備

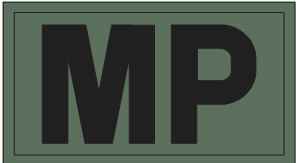
MP 標誌

## 主要單位
| 標誌 | 名稱                   |
| ---- | ---------------------- |
|      | 美國陸軍憲兵參謀官     |
|      | 美國陸軍刑事調查司令部 |
|      | 美國陸軍懲戒司令部     |